# Tony O’Neill
Tony O’Neill (* 1978 in Blackburn, Lancashire) ist ein englischer Autor und Musiker.

## Leben
Tony O’Neill wurde 1978 in Blackburn, Lancashire geboren. Er war zunächst als Musiker u. a. für Kenickie, Marc Almond, P. J. Proby und The Brian Jonestown Massacre tätig, bevor er sich dem Schreiben zuwandte.
2006 veröffentlichte Tony O’Neill seinen Debüt-Roman Digging The Vein, in dem er seine Jahre als Musiker und Heroin-Abhängiger verarbeitete. Es folgten die Romane Digging The Vein (2006), Down and Out on Murder Mile (2008), Sick City (2010) und Black Neon (2012) sowie mehrere Kurzgeschichtensammlungen und der Gedichtband Songs from the Shooting Gallery.

## Werke
- Digging The Vein (2006) (ISBN 978-0-9766579-1-0), Roman
- Seizure Wet Dreams (2006) (ISBN 978-0-9552829-0-4), Kurzgeschichten
- Songs from the Shooting Gallery (2007), Gedichte
- Down and Out on Murder Mile (2008) (ISBN 978-0-06-158286-8), Roman
- Notre Dame du Vide (2009) (französische Originalausgabe, ISBN 978-84-936647-3-2), Kurzgeschichten
- Sick City (2010) (dt. Sick City, 2011, ISBN 978-3-8493-0016-6), Roman
- Black Neon (2012) (deutsche Originalausgabe, ISBN 978-3-8493-0002-9), Roman